# Frontotemporalna demenca
Frontotemporalna demenca (FTD) je vrsta nevrodegenerativne bolezni, ki prizadane predvsem čelni (frontalni) in senčni (temporalni) reženj možganov.
Obstajajo tri različne klinične prezentacije bolezni, ki so odvisne od tega, kateri del možganov je najbolj prizadet. Najpogostejša je vedenjska oblika, kjer je prizadet prefrontalni del čelnega režnja. Značilne so spremembe v osebnosti in obnašanju. Antisocialno obnašanje spremljajo izbruhi jeze, agresivnost, neredko tudi neprimerne seksualne pripombe in geste. Pri drugih dveh tipih FTD so v ospredju predvsem težave z govorom (afazija), saj je prizadet senčni reženj.
Frontotemporalna demenca spada med proteinopatije. To so nevrodegenerativne bolezni, ki so posledica kopičenja napačno zvitih beljakovin. V prizadeti možganovini so lahko beljakovine tau, TDP-43 konjugirana z ubikvitinom ali FUS (sarkomski protein).
V večini primerov se FTD pojavlja sporadično. Pri približno 40 % bolnikov s FTD je bolezen dedna in se pojavlja v družinah. Genetska nagnjenost za FTD se največkrat deduje avtosomno dominantno. V družinah z genetsko predispozicijo je najpogostejša vedenjska oblika FTD. Z metodami molekularne genetike so odkrili najmanj sedem različnih genov, povezanih z dedno obliko FTD, najpomembnejši je progranulin (PGRN).
Diagnoza FTD temelji na klinični sliki. Nevropsihološki testi  omogočajo odkritje zgodnjih vedenjskih in kognitivnih sprememb. Slikovna diagnostika pride v upoštev pri že bolj razvitih oblikah FTD. Magnetna resonanca v napredovalih stadijih razkrije atrofijo prizadetih režnjev. Povedna je tudi funkcionalna slikovna diagnostika, zlasti FDG-PET.

## Simptomi in znaki
Frontotemporalna demenca je posledica patoloških sprememb v frontalnem in temporalnem režnju. Zaradi različne razporeditve sprememb se kaže s tremi različnimi kliničnimi slikami.

### Vedenjska oblika
Frontalna različica frontotemporalne demence (imenovana tudi vedenjska oblika)  je najpogostejša klinična slika bolezni in se pojavlja v več kot polovici primerov.  Zanjo so značilne spremembe v osebnosti in obnašanju, pacienti hitro izgubijo uvid v lastno življenje in postanejo zgodaj nezmožni skrbeti sami zase. Glede na prevladujoče znake paciente uvrščamo v dve skupini.
Pri prvi so v ospredju predvsem izguba inhibicije, vzkipljivost in hitra izguba pozornosti. Povezana je s spremembami v dorzolateralni regiji frontalnega režnja. Z napredovanjem bolezni postajajo  vedenjske motnje vedo hujše, pogosti so izbruhi jeze, agresivnost in antisocialno obnašanje, ki se kaže kot  brezobzirnost do drugih ali neprimerne seksualne pripombe in geste. Čustvena labilnost se kaže s hitrimi spremembami razpoloženja.
V drugi skupini so pogostejši znaki kot so apatija in nezmožnost prilagajanja spremembam. Odražajo spremembe v orbitalnem delu frontalnega korteksa. Tekom bolezni se trma in vztrajnost še stopnjujeta, njihovo vedenje postane otročje, postanejo lahko tudi čustveno hladni.  Nekateri razvijejo ponavljajoče rituale ali stereotipne geste, kot so na primer uživanje točno določene hrane vsak dan ob istem času ali pa preprosta ponavljajoča  dejanja, kot je potrkavanje z nogami ob tla.
Najpogostejši kognitivni izpad pri frontalni različici frontotemporalne demence je motnja izvršilnih funkcij, težave imajo torej pri  načrtovanju in organizaciji. Slabša je tudi njihova sposobnost abstraktnega mišljenja. Te motnje so odraz sprememb v prefrontalnem korteksu.

### Semantična oblika
Pet ali več let pred pojavom drugega tipa FTD, semantične demence se pojavljajo prodromi, na primer  težave pri priklicu imen in besed. Ko se bolezen razvije je spontan govor tekoč in strukturno pravilen, a prazen in brez pomena. Bolniki imajo pogosto težave z iskanjem besed in poimenovanjem stvari. Svoje motnje v govoru se navadno ne zavedajo. Prizadeto je tudi njihovo  splošno znanje, ne vedo na primer kaj so to počitnice. Pozneje v poteku bolezni začnejo avtomatično ponavljati besede in stavke (eholalija) in nehote škripajo z zobmi. Ne razumejo več pomena besed in imajo težave s spominom.  Pri tej vrsti demence prevladuje atrofija levega temporalnega režnja. Pri atrofiji desnega temporalnega režnja so v ospredju spremembe v obnašanju, kot so čustvena hladnost in  odtujenost v medčloveških odnosih.

### Progresivna netekoča afazija
Progresivna netekoča afazija nastane pri asimetrični atrofiji leve možganske hemisfere. Spremembe so najbolj izražene na perisilvičnem področju ob lateralni fisuri. Bolniki imajo vedno večje težave pri tvorbi govora, medtem ko je razumevanje besed ohranjeno. Tvorijo okrnjene stavke brez slovničnih struktur, kar spominja na telegrafski govor. Prizadeto je tudi pisanje, zato je komunikacija zelo otežena. Bolniki se svoje motnje zavedajo, zato so pogosto v veliki stiski. Sčasoma postanejo nemi, druge funkcije pa so relativno ohranjene. Vedenjske motnje se pojavijo pozno v poteku bolezni in lahko vključujejo rigidnost in izgubo empatije.
Različne klinične slike se sčasoma združijo in v končnih fazah se bolezen izrazi s Kluver-Bucyjevim sindomom. Zanj se značilno hiperoralno vedenje, ki vključuje prekomerno pitje, kajenje in hranjenje. Pacienti poleg hrane jedo tudi neužitne stvari in predmete.

## Genetika
V večini primerov se FTD pojavlja sporadično. Pri približno 40 % bolnikov s FTD pa je bolezen dedna in se pojavlja v družinah. Vedenjska oblika je najpogostejša oblika FTD pri družinah z genetsko predispozicijo.  Genetska nagnjenost za FTD se največkrat deduje avtosomno dominantno. Z metodami molekularne genetike so odkrili najmanj sedem različnih genov, ki so genetski označevalci dedne oblike FTD. Mednje sodijo geni za: progranulin (PGRN), z mikrotubli povezan protein tau (MAPT), TAR DNA vezavni protein-43 (TDP43), FUS, valozin vsebujoči protein (VCP) in protein multivezikularnih telesc 2B (CHAMP2B) ter gen za odprti bralni okvir 72 na kromosomu 9 (C9orf72).
Gena MAPT in PGRN, ki ležita na kromosomu 17 sta poglavitna bolezenska gena, ki povečata tveganje za nastanek FTD. Gen MAPT, ki so ga odkrili leta 1998, je prvi gen, ki je bil povezan z dedno obliko FTD. Mutacije vodijo v nastanek spremenjenega razmerja med tau izomerami, kar ima za posledico tvorbo nevrotoksičnih agregatov, ki ovirajo aksonski transport. Mutacije so povezane s FTD s parkinsonizmom na kromosomu 17 (FTDP-17) , ki se kaže s klinično sliko parkinsonizma in demence. Pri 10 % bolnikov s FTD so ugotovili mutacije v genu MAPT.
Mutiran gen PGRN, ki so ga odkrili leta 2006, nosi zapis za rastni faktor, ki je udeležen pri uravnavanju vnetja, celjenju ran, nastanku raka in razvoju nevronov. Pri bolnikih s FTD so v piramidnih celicah hipokampusa dokazali povečano izražanje PGRN. V omenjenem genu so odkrili 69 mutacij (delecije, nesmiselne mutacije, spremenjeno mesto izrezovanja introna), ki so povezane s pojavom FTD pri 30 do 80 let starih bolnikih. Mutacije povezane z različnimi fenotipskimi različicami bolezni: vedenjska oblika, progresivna netekoča afazija, kortikobazalna degeneracija,... se pri bolnikih s FTD pojavljajo v 3-26 %.
Leta 2011 so ugotovili, da povečano število (700-1600 napram 2-30 ponovitev pri zdravih) ponavljajočih se šestnukleotidnih zaporedij G4C2 v promotoski regiji C9orf72 na kromosomu 9 vodi v zmanjšano količino treh poglavitnih transkriptov, kar se kaže s kopičenjem proteina TDP43 v nevronih. Posledice mutacije v regulacijskih zaporedjih se klinično največkrat izražajo kot vedenjska oblika FTD ali ALS (amiotrofična lateralna skleroza). Skupno so frekvence mutacij v genih PGRN, MAPT in C9orf72 ocenjne na 23-40 %, medtem ko so mutacije v genih VCP in CHAMP2B pri dednih oblikah FTD redke in znašajo manj kot 1 %.

## Patologija
Frontotemporalna demenca spada med proteinopatije. To so nevrodegenerativne bolezni, ki so posledica kopičenja napačno zvitih beljakovin v medceličnem prostoru kot ekstracelularni plaki ali znotraj celic kot intracelularni vključki. Za vse nevrodegenerativne bolezni sta značilna tudi propad nevronov in reaktivna glioza. Za frontotemporalne demence (v patologiji se uporablja termin frontotemporalna degeneracija)  je značilna  atrofija frontalnega in temporalnega režnja možganov z relativno ohranjeno preostalo možganovino.
Z mikroskopskim pregledom in imunohistokemičnim barvanjem možganovine lahko FTD na podlagi različnih intracelularnih vključkov razdelimo v več skupin:
- FTD-tau (taupatija): zanjo so značilni intracelularni vključki, ki vsebujejo beljakovino tau. Najbolj znana bolezen iz te skupine je Pickova bolezen, za katero je značilna atrofija hipokampusa, frontalnega in temporalnega režnja ter razširjen  ventrikularni sistem (hydrocephalus ex vacuo). Z mikroskopskim pregledom možganovine vidimo Pickova telesca (tau pozitivna), Pickove celice (tau pozitivna), propad nevronov in reaktivno astrogliozo. Med FTD-tau spada tudi FTD s parkinsonizmom vezana na kromosom 17, ki je posledica mutacije gena za beljakovino MAPT.
- FTD-TDP: zanjo so značilni tau- in α-sinuklein- negativni vključki, ki vsebujejo beljakovino TDP-43 konjugirano z ubikvitinom. Ta oblika je povezana s prevladujočo degeneracija frontalnega režnja.
- FTD-FUS: zanjo so značilni vključki, ki vsebujejo fuzijski sarkomski protein.[17]

## Diagnostika
Pri bolniku s sumom na demenco je potrebno pridobiti natančno anamnezo in heteroanamnezo, pri kateri se osredotoča zlasti na motnje spomina, spremembe osebnosti in razpoloženja in dnevne aktivnosti.
Z nevrološkim pregledom po navadi ne odkrijemo posebnosti. Pri določeni  skupini bolnikov se lahko razvijeta šibkost in atrofija bulbarnih mišic in/ali mišic udov. V napredovalih stadijih se lahko pojavijo primitivni refleksi (refleks šobljenja, sesalni refleks in prijemalni refleks) ter inkontinenca (urina in blata). Poleg tega se lahko pojavijo tudi znaki parkinsonizma ter motnje kontrole hotenih gibov.
Pri postavljanju diagnoze je koristna zlasti slikovna diagnostika. Magnetna resonanca je sicer lahko v začetnih fazah brez posebnosti, vendar pa v napredovalih stadijih razkrije atrofijo. Pri semantičnem tipu demence je vidna atrofija zlasti v sprednjih delih temporalnega režnja, nekoliko pogosteje v desni hemisferi, predvsem na področju fusiformnega girusa. Pri tipu progresivne netekoče afazije je atrofija vidna v levem spodnjem delu frontalnega in v sprednjem delu insularnega korteksa.
V primerih, ko MR ne odkrije nobenih posebnosti, se lahko poslužimo funkcionalne slikovne diagnostike, zlasti FDG-PET (pozitronska emisijska tomografija z radioindikatorjem flurodeoksiglukozo), ki prikaže hipometabolna področja v frontalnem in/ali temporalnem režnju.
Čeprav je včasih veljalo, da je EEG pri frontotemporalni demenci v primerjavi z Alzheimerjevo boleznijo normalen danes vemo, da temu ni tako. Več kot polovica bolnikov s frontotemporalno demenco ima nenormalen EEG, ki prikazuje fokalno upočasnjeno električno aktivnost v frontalnem in/ali temporalnem režnju, vendar pa te spremembe niso dovolj specifične in so zato klinično neuporabne. 
Ker je MR slabše občutljiv na zgodnje degenerativne spremembe pri demenci, je včasih težko diagnosticirati bolnike v zgodnji fazi. Zaradi tega se pojavlja čedalje večji interes za nevropsihološke teste, ki  omogočajo odkritje  pacientovih kognitivnih in vedenjskih sprememb, ki odražajo degenerativne spremembe.
Včasih je razlikovanje med vedenjsko obliko frontotemporalne demence in ostalih demenc na podlagi začetnih simptomov zahtevno, zaradi česa so se razvili kriteriji, ki razlikovanje olajšajo. Če so od spodaj naštetih lastnosti tri ugotovljene, gre najverjetneje za vedenjsko obliko frontotemporalne demence:
- disinhibicija,
- apatija,
- nezmožnost empatije,
- kompulzivno obnašanje,
- nezmožnost načrtovanja, abstraktnega razmišljanja,
- hiperoralno vedenje.[19]

## Zdravljenje
Trenutno ne poznamo učinkovitega zdravljenja. Zaviralci acetilholin-esteraze in memantin, ki se uporabljajo za zdravljenje Alzheimerjeve bolezni, niso učinkoviti. Zato je spremljanje bolnikov usmerjeno v simptomatsko in podporno zdravljenje. Vedenjski simptomi se lahko pozitivno odzovejo na zdravljenje s selektivnimi zaviralci privzema serotonina.